# Albert Mpeti Biyombo
Albert Mpeti Biyombo est un homme politique congolais et plusieurs fois vice-ministre au sein des gouvernements Matata II et Ilunga.

## Biographie
- Vice-ministre de finance dans le gouvernement Matata II[1].
- Vice-ministre de la santé publique au sein du gouvernement Ilunga[2] du 6 septembre 2019 au 26 avril 2021